# Testigo de ejecución
Testigo de ejecución (título original: Witness to the Execution) es un telefilme estadounidense de 1994 dirigido por Tommy Lee Wallace y protagonizado por Sean Young, Len Cariou y George Newbern.

## Argumento
Estamos en el año 1999 y la cadena de pago Tycom Entertainment busca entretenimiento de primera. Es entonces cuando la alta ejecutiva Jessica de la empresa decide para ese propósito televisar la ejecución en la silla eléctrica del criminal convicto Dennis Casterline.
Sin embargo Casterline afirma ser inocente y, a medida que se acerca la fecha de la ejecución, Jessica se siente inquieta, ya que aparecen nuevas pruebas que podrían respaldar su afirmación.

## Reparto
| Actor           | Personaje         |
| --------------- | ----------------- |
| Sean Young      | Jessica Traynor   |
| Len Cariou      | Jake Tyler        |
| George Newbern  | Phillip Tyler     |
| Dee Wallace     | Emily Dawson      |
| Alan Fudge      | Wallace Sternberg |
| Brian Markinson | Kirby Jacobs      |
| Marina Palmier  | Cynthia Moore     |
| Tim Daly        | Dennis Casterline |

## Producción
La película fue filmada en Houston.

## Recepción
Hoy en día la película ha sido valorada en portales cinematográficos. En IMDb, por ejemplo, con 264 votos registrados, la película obtiene una media ponderada de 5,1 sobre 10. En cuanto a Rotten Tomatoes, los menos de 50 votos registrados en el portal le dieron allí una valoración media de 3,1 de 5.